# P. J. Poirier
Pour les articles homonymes, voir Poirier (homonymie) et Philippe Poirier.
Philippe Jean Poirier, né le 16 novembre 1977 à Sept-Îles, Québec, Canada, est un écrivain québécois. 

## Œuvres
Romans
- Jos, Éditions Marchand de feuilles, 2010.
- Falcon Mines, Éditions Marchand de feuilles, 2007.
- L’amour est un cargo sans pilote, Éditions Stanké, 2003.
- La tête de Philippi, Éditions Stanké, 2003.

## Prix
- 2003 - Prix Jovette-Bernier, La tête de Philippi